# Pico do Canário
O Pico do Canário é uma elevação portuguesa localizada no concelho da Povoação, ilha de São Miguel, arquipélago dos Açores.
Este acidente geológico tem o seu ponto mais elevado a 615 metros de altitude acima do nível do mar. Na encosta desta formação geológica nasce a Ribeira das Pombas e junto ao seu sopé passa a Ribeira de Pelanes.